# Große Synagoge (Gura Humorului)

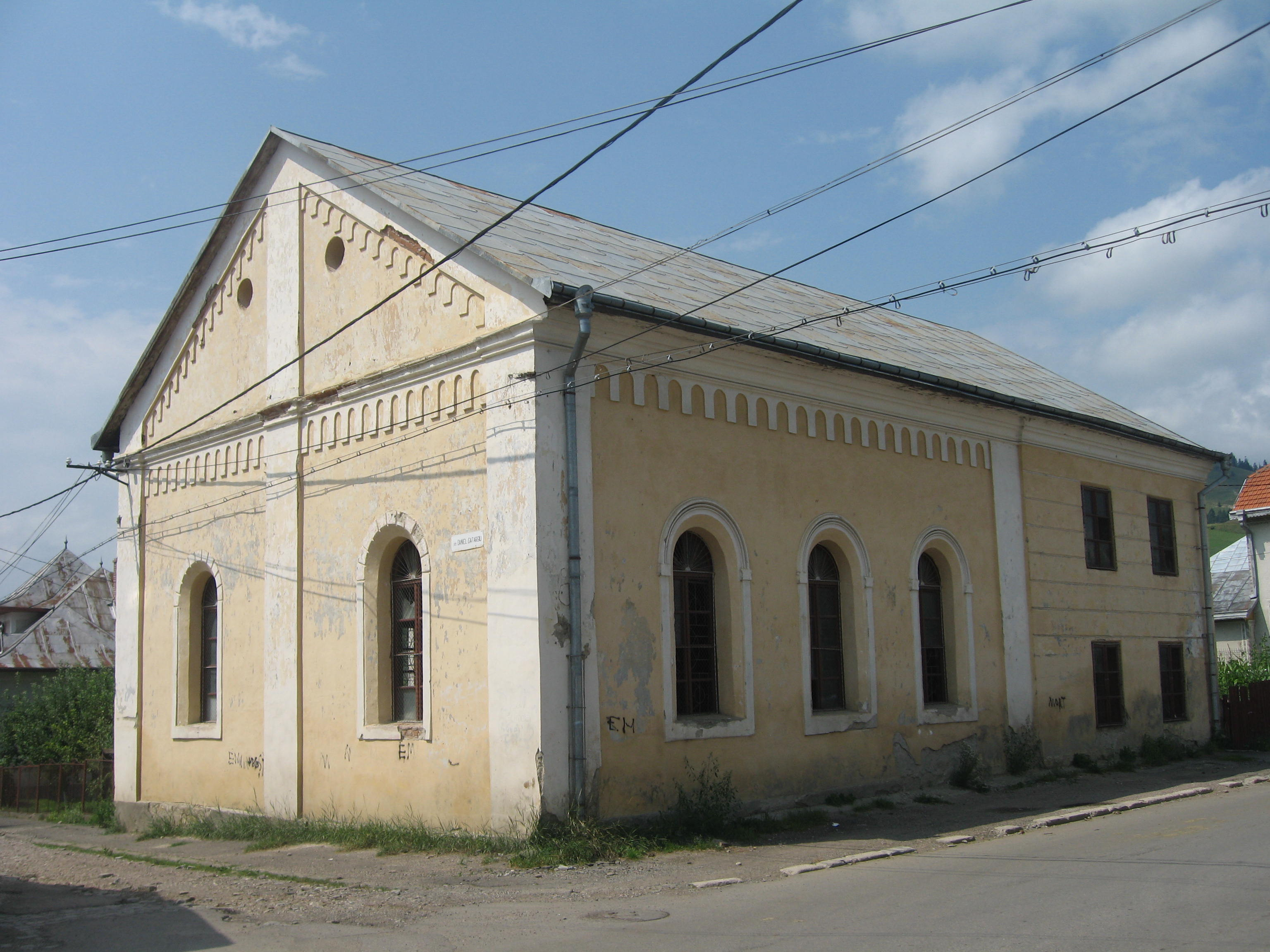
Große Synagoge in Gura Humorului

Die Große Synagoge in Gura Humorului, einer Stadt im südlichen Teil der Bukowina nahe der Stadt Suceava im Nordosten Rumäniens, wurde 1860 errichtet. 
Die profanierte Synagoge besitzt Rundbogenfenster und im Inneren eine Frauenempore.
Große Teile der Ausstattung aus der Erbauungszeit sind erhalten geblieben.